# Triceratella drummondii
Triceratella drummondii är en himmelsblomsväxtart som beskrevs av John Patrick Micklethwait Brenan. Triceratella drummondii ingår i släktet Triceratella och familjen himmelsblomsväxter. Inga underarter finns listade.